# هان بای مارینبرگ
هان بای مارینبرگ (به آلمانی: Hahn bei Marienberg) یک شهر در آلمان است که در وستروالدکرایس واقع شده‌است.